# Markomer
Markomer je bil frankovski vojskovodja ali manjši kralj v poznem 4. stoletju, ki je leta 388 opustošil območje Kölna in izzval več rimskih protinapadov ter bil pozneje interniran v Italiji, * ni znano, † 392. 
Skupaj s frankovskima vojskovodjema Genobavdom in Sunom je  leta 388 vodil uspešen napad na rimsko ozemlje v Spodnjem Porenju. Franki so prodrli na ozemlje na levem bregu Rena in opustošili okolico Kölna, preden so odšli z bogatim plenom. Pobuda za napad je bil morda umik več rimskih čet z Rena na ukaz uzurpatorja Magna Maksima, ki je takrat vladal Galiji. Napad in rimsko reakcijo nanj podrobno opisuje rimski zgodovinar Sulpicij Aleksander, ki je ustvarjal okoli leta 400. Sulpicijev opis ni ohranjen v izvirniku, ampak v daljšem odlomku Zgodovine zgodnjesrednjeveškega škofa in zgodovinarja Gregorja iz Toursa s konca 6. stoletja. Zapis vsebuje dragocene podatke za zgodovino Frankov.
Po Gregorjevem poročilu, ki je po njegovih besedah temeljil na tretji knjigi Sulpicijeve Historije, so del Frankov, ki se niso umaknili čez Ren, na koncu v bitki pri Kohlenwaldu premagale rimske čete. Markomerju  je že pred bitko uspelo pobegniti z bogatim plenom. Rimljanom sta poveljevala častnika Nanin in Kvintin. Medtem ko so Kvintin in drugi častniki zdaj načrtovali zasledovati Franke na njihovem ozemlju, se je zaskrbljeni Nanin umaknil v Mogontiacum (Mainz). Kvintin je s preostalimi četami napredoval na frankovsko ozemlje in uničil nekaj raztresenih kmetij, a so ga nato Franki zvabili v past. V dogodke je bil verjetno  vpleten tudi Markomer. Rimljani so doživeli hud poraz, ki ga je Sulpicij primerjal s porazom v bitki v Tevtoburškem gozdu. 
Gregor nadaljuje z opisom kaznovalne ekspedicije vojaškega poveljnika Arbogasta proti Frankom, ki ga je povzel po četrti knjigi Sulpicijeve Historiae. Markomer in Suno sta morala Rimljanom predati talce, za kar jima je Valentinijan II. očitno ponudil mir. Malo kasneje, leta 391/392 ali 392/393, je Arbogast pozimi spet prečkal Ren in napadel Franke. Na Markomerjevi strani so bili tokrat tudi Ampsivari in Hati. Genobavd se po opisu frankovskega prehoda čez Ren ne omenja več, ker je bil verjeto ubit med tamkajšnjimi boji. 
Uzurpator Evgenij je zatem obnovil sporazume s Franki in Alemani. Okrog leta 396 ali vsaj po smrti cesarja Teodozija I., so morali Franki znova priseči zvestobo generalu Stilihu, ki je predstavljal odsotnega cesarja Honorija. 
Pesnik Klavdijan poroča o Markomerjevi internaciji v Etruriji, potem ko so ga ujeli Rimljani ali izgnali Franki. Suno se je namreč želel maščevati Markomerju, vendar so ga njegovi ljudje ubili.
Odlomek iz dela Sulpicija Aleksandra je zelo pomemben za zgodnjo zgodovino Frankov. Gregor iz Toursa je poskušal ugotoviti, kako so bila organizirana zgodnja frankovska plemena, vendar ni našel dovolj natančnih podatkov. Z vidika sodobnega raziskovanja takrat rabljenih pojmov, kot so dux, regalis in rex, ni mogoče enačiti s poznejšimi pomeni. Frankovski vojaški poveljniki najverjetneje niso bili mali kralji ali kaj podobnega, temveč vojskovodje. Zaradi številnih različnih interpretacij kaj več ni mogoče reči.

## Potomstvo
Avtor Liber Historiae Francorum opisuje Markomerja kot očeta (izmišljenega) kralja Faramonda, ki naj bi bil nato oče kralja Klodiona. To rodoslovje, zapisano več kot 330 let po Markomerjevi smrti, od konca 19. stoletja velja za mitsko.

## Vira
- Eugen Ewig: Die Franken und Rom (3.–5. Jahrhundert). Versuch einer Übersicht. V: Rheinische Vierteljahrsblätter. Band 71, 2007.
- Peter Kehne: Marcomer. V: Reallexikon der Germanischen Altertumskunde (RGA). 2. Auflage. Band 19, Walter de Gruyter, Berlin/New York 2001, ISBN 3-11-017163-5, str. 272-.